# Cadel Evans Great Ocean Road Race de 2019
A 5.ª edição da clássica ciclista Cadel Evans Great Ocean Road Race foi uma corrida na Austrália que se celebrou a 27 de janeiro de 2019 sobre um percurso de 164 quilómetros.
A corrida fez parte do UCI WorldTour de 2019, sendo a segunda competição do calendário de máxima categoria mundial. O vencedor final foi o italiano Elia Viviani do Deceuninck-Quick Step seguido do australiano Caleb Ewan do Lotto Soudal e o sul-africano Daryl Impey do Mitchelton-Scott.

## Percorrido
O percurso foi um pouco similar ao do Campeonato Mundial de Ciclismo em Estrada de 2010 realizado em Melbourne, no entanto, o desenho do circuito foi realizado pelo ex ciclista profissional Scott Sunderland, baixo a supervisão de Cadel Evans. A corrida inicia nos subúrbios de Geelong's Waterfront, logo o pelotão decorre pelos primeiros 30 quilómetros planos até chegar à cidade de Barwon Heads, lugar de nascimento e residência de Cadel Evans. Mais adiante, a corrida desloca-se através da costa pacífica onde o vento joga um fator determinante para os ciclistas. A seguir, a corrida começa a entrar nos belos lugares de Torquay, um paraíso para os turistas e um escape muito querido para os visitantes de todo mundo. Através da rua principal, a corrida encontra-se com a famosa Great Ocean Road onde as numerosas famílias, nadadores e surfistas que se reúnem ao redor das coincididas praias de Torquay farão uma pausa para ver o colorido do pelotão rodar por esta famosa via australiana. Finalmente, o pelotão dirige-se a um circuito de 3 voltas com várias cotas antes de chegar à meta, onde será a última oportunidade para um oportunista se escapar antes de alçar os braços até à meta em Geelong's Waterfront após percorrer 164 quilómetros.

## Equipas participantes
Tomaram parte na corrida 16 equipas: 15 de categoria UCI WorldTeam; e 1 de categoria Continental. Formando assim um pelotão de 110 ciclistas dos que acabaram 99. As equipas participantes foram:
| Equipes WorldTeam (15)- AG2R La Mondiale - EF Education First - Astana - Bora-hansgrohe - Lotto Soudal - Mitchelton-Scott - Deceuninck-Quick Step - Dimension Data - CCC Team - Katusha-Alpecin - Team Jumbo-Visma - Sky - Team Sunweb - Trek-Segafredo - UAE Team Emirates translation for headoftableIII_translate index 39 not found- Korda Mentha Real Estate Australia |
| |

## Classificação final
- As classificações finalizaram da seguinte forma:[5]

| \| Classificação geral \| Classificação geral \| Classificação geral \| Classificação geral \| Classificação geral \| \| Ciclista \| Ciclista \| Equipe \| Tempo \| \| \| ------------------- \| ------------------- \| --------------------- \| ------------------- \| ------------------- \| \| 1. \| Elia Viviani \| Deceuninck-Quick Step \| 3h54m35s \| \| \| 2. \| Caleb Ewan \| Lotto-Soudal \| + 0s \| \| \| 3. \| Daryl Impey \| Mitchelton-Scott \| + 0s \| \| \| 4. \| Ryan Gibbons \| Dimension Data \| + 0s \| \| \| 5. \| Jens Debusschere \| Katusha-Alpecin \| + 0s \| \| \| 6. \| Luke Rowe \| Team Sky \| + 0s \| \| \| 7. \| Michael Mørkøv \| Deceuninck-Quick Step \| + 0s \| \| \| 8. \| Jay McCarthy \| Bora-Hansgrohe \| + 0s \| \| \| 9. \| Owain Doull \| Team Sky \| + 0s \| \| \| 10. \| Luis León Sánchez \| Astana \| + 0s \| \| |                   |                       |          |
| |                   |                       |          |
| Fonte: ProCyclingStats |                   |                       |          |
| Classificação geral |                   |                       |          |
| Ciclista | Ciclista          | Equipe                | Tempo    |
| 1. | Elia Viviani      | Deceuninck-Quick Step | 3h54m35s |
| 2. | Caleb Ewan        | Lotto-Soudal          | + 0s     |
| 3. | Daryl Impey       | Mitchelton-Scott      | + 0s     |
| 4. | Ryan Gibbons      | Dimension Data        | + 0s     |
| 5. | Jens Debusschere  | Katusha-Alpecin       | + 0s     |
| 6. | Luke Rowe         | Team Sky              | + 0s     |
| 7. | Michael Mørkøv    | Deceuninck-Quick Step | + 0s     |
| 8. | Jay McCarthy      | Bora-Hansgrohe        | + 0s     |
| 9. | Owain Doull       | Team Sky              | + 0s     |
| 10. | Luis León Sánchez | Astana                | + 0s     |

## UCI World Ranking
A Cadel Evans Great Ocean Road Race outorgou pontos para o UCI World Ranking para corredores das equipas nas categorias UCI WorldTeam, Profissional Continental e Equipas Continentais. As seguintes tabelas são o barómetro de pontuação e os corredores que obtiveram pontos:
| Posição   | 1.º | 2.º | 3.º | 4.º | 5.º | 6.º | 7.º | 8.º | 9.º | 10.º | 11.º | 12.º | 13.º | 14.º | 15.º-20.º | 21.º-30.º | 31.º-50.º | 51.º-55.º | 56.º-60.º |
| Pontuação | 300 | 250 | 215 | 175 | 120 | 115 | 95  | 75  | 60  | 50   | 40   | 35   | 30   | 25   | 20        | 12        | 5         | 2         | 1         |

| Classificação |                   |                       |        |
| Ciclista      | Ciclista          | Equipa                | Pontos |
| ------------- | ----------------- | --------------------- | ------ |
| 1.º           | Elia Viviani      | Deceuninck-Quick Step | 300    |
| 2.º           | Caleb Ewan        | Lotto Soudal          | 250    |
| 3.º           | Daryl Impey       | Mitchelton-Scott      | 215    |
| 4.º           | Ryan Gibbons      | Dimension Data        | 175    |
| 5.º           | Jens Debusschere  | Katusha-Alpecin       | 120    |
| 6.º           | Luke Rowe         | Sky                   | 115    |
| 7.º           | Michael Mørkøv    | Deceuninck-Quick Step | 95     |
| 8.º           | Jay McCarthy      | Bora-Hansgrohe        | 75     |
| 9.º           | Owain Doull       | Sky                   | 60     |
| 10.º          | Luis León Sánchez | Astana                | 50     |

## Ciclistas participantes e posições finais
| Bora-Hansgrohe BOH | Bora-Hansgrohe BOH        | Bora-Hansgrohe BOH |
| ------------------ | ------------------------- | ------------------ |
| Num                | Ciclista                  | Pos                |
| 1                  | Jay McCarthy (AUS)        | 8.                 |
| 2                  | Maciej Bodnar (POL)       | 95.                |
| 3                  | Oscar Gatto (ITA)         | 96.                |
| 4                  | Gregor Mühlberger (AUT)   | DNF                |
| 5                  | Daniel Oss (ITA)          | 40.                |
| 6                  | Lukas Pöstlberger (AUT)   | 94.                |
| 7                  | Michaek Schwarzmann (GER) | DNF                |

| Deceuninck-Quick Step DQT | Deceuninck-Quick Step DQT | Deceuninck-Quick Step DQT |
| ------------------------- | ------------------------- | ------------------------- |
| Num                       | Ciclista                  | Pos                       |
| 11                        | Elia Viviani (ITA)        | 1.                        |
| 12                        | Rémi Cavagna (FRA)        | 34.                       |
| 13                        | Dries Devenyns (BEL)      | 41.                       |
| 14                        | Mikkel Honoré (DEN)       | 80.                       |
| 15                        | James Knox (GBR)          | 63.                       |
| 16                        | Michael Mørkøv (DEN)      | 7.                        |
| 17                        | Fabio Sabatini (ITA)      | 86.                       |

| Team Sky SKY | Team Sky SKY           | Team Sky SKY |
| ------------ | ---------------------- | ------------ |
| Num          | Ciclista               | Pos          |
| 21           | Wout Poels (NED)       | 17.          |
| 22           | Owain Doull (GBR)      | 9.           |
| 23           | Kenny Elissonde (FRA)  | 14.          |
| 24           | Christian Knees (GER)  | 50.          |
| 25           | Luke Rowe (GBR)        | 6.           |
| 26           | Pavel Sivakov (RUS)    | 36.          |
| 27           | Dylan van Baarle (NED) | 42.          |

| CCC Team CPT | CCC Team CPT             | CCC Team CPT |
| ------------ | ------------------------ | ------------ |
| Num          | Ciclista                 | Pos          |
| 32           | Víctor de la Parte (ESP) | 65.          |
| 33           | Jakub Mareczko (ITA)     | 91.          |
| 34           | Łukasz Owsian (POL)      | 47.          |
| 35           | Joey Rosskopf (USA)      | 24.          |
| 36           | Francisco Ventoso (ESP)  | 49.          |
| 37           | Szymon Sajnok (POL)      | 48.          |

| Mitchelton-Scott MTS | Mitchelton-Scott MTS      | Mitchelton-Scott MTS |
| -------------------- | ------------------------- | -------------------- |
| Num                  | Ciclista                  | Pos                  |
| 41                   | Daryl Impey (RSA)         | 3.                   |
| 42                   | Sam Bewley (NZL)          | DNF                  |
| 43                   | Luke Durbridge (AUS)      | 75.                  |
| 44                   | Alexander Edmondson (AUS) | 38.                  |
| 45                   | Dion Smith (NZL)          | 37.                  |
| 46                   | Lucas Hamilton (AUS)      | 33.                  |
| 47                   | Robert Stannard (AUS)     | 74.                  |

| Astana AST | Astana AST              | Astana AST |
| ---------- | ----------------------- | ---------- |
| Num        | Ciclista                | Pos        |
| 51         | Luis León Sánchez (ESP) | 10.        |
| 52         | Davide Ballerini (ITA)  | 43.        |
| 53         | Manuele Boaro (ITA)     | 57.        |
| 54         | Laurens De Vreese (BEL) | 89.        |
| 55         | Daniil Fominykh (KAZ)   | 52.        |
| 56         | Yevgeniy Gidich (KAZ)   | 84.        |
| 57         | Jonas Gregaard (DEN)    | 76.        |

| Team Sunweb SUN | Team Sunweb SUN           | Team Sunweb SUN |
| --------------- | ------------------------- | --------------- |
| Num             | Ciclista                  | Pos             |
| 61              | Cees Bol (NED)            | 46.             |
| 62              | Johannes Fröhlinger (GER) | 92.             |
| 63              | Chris Hamilton (AUS)      | 16.             |
| 64              | Jai Hindley (AUS)         | 28.             |
| 65              | Max Kanter (GER)          | DNF             |
| 66              | Michael Storer (AUS)      | 55.             |
| 67              | Max Walscheid (GER)       | 87.             |

| Team Jumbo-Visma TJV | Team Jumbo-Visma TJV    | Team Jumbo-Visma TJV |
| -------------------- | ----------------------- | -------------------- |
| Num                  | Ciclista                | Pos                  |
| 71                   | George Bennett (NZL)    | 25.                  |
| 72                   | Robert Gesink (NED)     | 12.                  |
| 73                   | Lennard Hofstede (NED)  | DNF                  |
| 74                   | Bert-Jan Lindeman (NED) | DNF                  |
| 75                   | Tom Leezer (NED)        | 60.                  |
| 76                   | Danny van Poppel (NED)  | 99.                  |
| 77                   | Maarten Wynants (BEL)   | 77.                  |

| AG2R La Mondiale ALM | AG2R La Mondiale ALM     | AG2R La Mondiale ALM |
| -------------------- | ------------------------ | -------------------- |
| Num                  | Ciclista                 | Pos                  |
| 81                   | Pierre Latour (FRA)      | 27.                  |
| 82                   | Gediminas Bagdonas (LTU) | 90.                  |
| 83                   | Clément Chevrier (FRA)   | 26.                  |
| 84                   | Benoît Cosnefroy (FRA)   | 11.                  |
| 85                   | Nico Denz (GER)          | 20.                  |
| 86                   | Hubert Dupont (FRA)      | 69.                  |
| 87                   | Nans Peters (FRA)        | 67.                  |

| UAE Team Emirates UAD | UAE Team Emirates UAD   | UAE Team Emirates UAD |
| --------------------- | ----------------------- | --------------------- |
| Num                   | Ciclista                | Pos                   |
| 91                    | Diego Ulissi (ITA)      | 13.                   |
| 92                    | Sven Erik Bystrøm (NOR) | 18.                   |
| 93                    | Rory Sutherland (AUS)   | 78.                   |
| 94                    | Ivo Oliveira (POR)      | DNF                   |
| 95                    | Jasper Philipsen (BEL)  | 45.                   |
| 96                    | Tadej Pogačar (SLO)     | 44.                   |
| 97                    | Jan Polanc (SLO)        | 21.                   |

| Trek-Segafredo TFS | Trek-Segafredo TFS      | Trek-Segafredo TFS |
| ------------------ | ----------------------- | ------------------ |
| Num                | Ciclista                | Pos                |
| 101                | Richie Porte (AUS)      | 29.                |
| 102                | William Clarke (AUS)    | 62.                |
| 103                | Koen de Kort (NED)      | 83.                |
| 104                | Ryan Mullen (IRL)       | 93.                |
| 105                | Jarlinson Pantano (COL) | 61.                |
| 106                | Kiel Reijnen (USA)      | 51.                |
| 107                | Peter Stetina (USA)     | 71.                |

| Lotto-Soudal LTS | Lotto-Soudal LTS         | Lotto-Soudal LTS |
| ---------------- | ------------------------ | ---------------- |
| Num              | Ciclista                 | Pos              |
| 111              | Caleb Ewan (AUS)         | 2.               |
| 112              | Tomasz Marczyński (POL)  | 58.              |
| 113              | Adam Blythe (GBR)        | 85.              |
| 114              | Carl Fredrik Hagen (NOR) | 53.              |
| 115              | Adam Hansen (AUS)        | 68.              |
| 116              | Thomas De Gendt (BEL)    | 82.              |
| 117              | Rémy Mertz (BEL)         | 64.              |

| EF Education First EF1 | EF Education First EF1 | EF Education First EF1 |
| ---------------------- | ---------------------- | ---------------------- |
| Num                    | Ciclista               | Pos                    |
| 121                    | Michael Woods (CAN)    | 31.                    |
| 122                    | Alberto Bettiol (ITA)  | 19.                    |
| 123                    | Mitchell Docker (AUS)  | 70.                    |
| 124                    | Daniel McLay (GBR)     | DNF                    |
| 125                    | Lachlan Morton (AUS)   | 54.                    |
| 126                    | Tom Scully (NZL)       | 35.                    |
| 127                    | James Whelan (AUS)     | 72.                    |

| Katusha-Alpecin TKA | Katusha-Alpecin TKA        | Katusha-Alpecin TKA |
| ------------------- | -------------------------- | ------------------- |
| Num                 | Ciclista                   | Pos                 |
| 131                 | Alex Dowsett (GBR)         | 79.                 |
| 132                 | Jens Debusschere (BEL)     | 5.                  |
| 133                 | Ruben Guerreiro (POR)      | 15.                 |
| 135                 | Marco Haller (AUT)         | 39.                 |
| 136                 | Viacheslav Kuznetsov (RUS) | 30.                 |
| 137                 | Dmitry Strakhov (RUS)      | 97.                 |

| Dimension Data TDD | Dimension Data TDD     | Dimension Data TDD |
| ------------------ | ---------------------- | ------------------ |
| Num                | Ciclista               | Pos                |
| 141                | Michael Valgren (DEN)  | 23.                |
| 142                | Lars Bak (DEN)         | 81.                |
| 143                | Nicholas Dlamini (RSA) | DNF                |
| 144                | Ryan Gibbons (RSA)     | 4.                 |
| 145                | Ben O'Connor (AUS)     | 88.                |
| 146                | Scott Davies (GBR)     | DNF                |
| 147                | Tom Slagter (NED)      | 32.                |

| Korda Mentha Real Estate Australia ___ | Korda Mentha Real Estate Australia ___ | Korda Mentha Real Estate Australia ___ |
| -------------------------------------- | -------------------------------------- | -------------------------------------- |
| Num                                    | Ciclista                               | Pos                                    |
| 151                                    | Nathan Elliott (AUS)                   | 98.                                    |
| 152                                    | Carter Turnbull (AUS)                  | DNF                                    |
| 153                                    | Ayden Toovey (AUS)                     | 56.                                    |
| 154                                    | Dylan Sunderland (AUS)                 | 22.                                    |
| 155                                    | Nicholas White (AUS)                   | 66.                                    |
| 156                                    | Michael Freiberg (AUS)                 | 59.                                    |
| 157                                    | Harry Sweeny (AUS)                     | 73.                                    |

| Bora-Hansgrohe BOH | Bora-Hansgrohe BOH        | Bora-Hansgrohe BOH |
| ------------------ | ------------------------- | ------------------ |
| Num                | Ciclista                  | Pos                |
| 1                  | Jay McCarthy (AUS)        | 8.                 |
| 2                  | Maciej Bodnar (POL)       | 95.                |
| 3                  | Oscar Gatto (ITA)         | 96.                |
| 4                  | Gregor Mühlberger (AUT)   | DNF                |
| 5                  | Daniel Oss (ITA)          | 40.                |
| 6                  | Lukas Pöstlberger (AUT)   | 94.                |
| 7                  | Michaek Schwarzmann (GER) | DNF                |

| Deceuninck-Quick Step DQT | Deceuninck-Quick Step DQT | Deceuninck-Quick Step DQT |
| ------------------------- | ------------------------- | ------------------------- |
| Num                       | Ciclista                  | Pos                       |
| 11                        | Elia Viviani (ITA)        | 1.                        |
| 12                        | Rémi Cavagna (FRA)        | 34.                       |
| 13                        | Dries Devenyns (BEL)      | 41.                       |
| 14                        | Mikkel Honoré (DEN)       | 80.                       |
| 15                        | James Knox (GBR)          | 63.                       |
| 16                        | Michael Mørkøv (DEN)      | 7.                        |
| 17                        | Fabio Sabatini (ITA)      | 86.                       |

| Team Sky SKY | Team Sky SKY           | Team Sky SKY |
| ------------ | ---------------------- | ------------ |
| Num          | Ciclista               | Pos          |
| 21           | Wout Poels (NED)       | 17.          |
| 22           | Owain Doull (GBR)      | 9.           |
| 23           | Kenny Elissonde (FRA)  | 14.          |
| 24           | Christian Knees (GER)  | 50.          |
| 25           | Luke Rowe (GBR)        | 6.           |
| 26           | Pavel Sivakov (RUS)    | 36.          |
| 27           | Dylan van Baarle (NED) | 42.          |

| CCC Team CPT | CCC Team CPT             | CCC Team CPT |
| ------------ | ------------------------ | ------------ |
| Num          | Ciclista                 | Pos          |
| 32           | Víctor de la Parte (ESP) | 65.          |
| 33           | Jakub Mareczko (ITA)     | 91.          |
| 34           | Łukasz Owsian (POL)      | 47.          |
| 35           | Joey Rosskopf (USA)      | 24.          |
| 36           | Francisco Ventoso (ESP)  | 49.          |
| 37           | Szymon Sajnok (POL)      | 48.          |

| Mitchelton-Scott MTS | Mitchelton-Scott MTS      | Mitchelton-Scott MTS |
| -------------------- | ------------------------- | -------------------- |
| Num                  | Ciclista                  | Pos                  |
| 41                   | Daryl Impey (RSA)         | 3.                   |
| 42                   | Sam Bewley (NZL)          | DNF                  |
| 43                   | Luke Durbridge (AUS)      | 75.                  |
| 44                   | Alexander Edmondson (AUS) | 38.                  |
| 45                   | Dion Smith (NZL)          | 37.                  |
| 46                   | Lucas Hamilton (AUS)      | 33.                  |
| 47                   | Robert Stannard (AUS)     | 74.                  |

| Astana AST | Astana AST              | Astana AST |
| ---------- | ----------------------- | ---------- |
| Num        | Ciclista                | Pos        |
| 51         | Luis León Sánchez (ESP) | 10.        |
| 52         | Davide Ballerini (ITA)  | 43.        |
| 53         | Manuele Boaro (ITA)     | 57.        |
| 54         | Laurens De Vreese (BEL) | 89.        |
| 55         | Daniil Fominykh (KAZ)   | 52.        |
| 56         | Yevgeniy Gidich (KAZ)   | 84.        |
| 57         | Jonas Gregaard (DEN)    | 76.        |

| Team Sunweb SUN | Team Sunweb SUN           | Team Sunweb SUN |
| --------------- | ------------------------- | --------------- |
| Num             | Ciclista                  | Pos             |
| 61              | Cees Bol (NED)            | 46.             |
| 62              | Johannes Fröhlinger (GER) | 92.             |
| 63              | Chris Hamilton (AUS)      | 16.             |
| 64              | Jai Hindley (AUS)         | 28.             |
| 65              | Max Kanter (GER)          | DNF             |
| 66              | Michael Storer (AUS)      | 55.             |
| 67              | Max Walscheid (GER)       | 87.             |

| Team Jumbo-Visma TJV | Team Jumbo-Visma TJV    | Team Jumbo-Visma TJV |
| -------------------- | ----------------------- | -------------------- |
| Num                  | Ciclista                | Pos                  |
| 71                   | George Bennett (NZL)    | 25.                  |
| 72                   | Robert Gesink (NED)     | 12.                  |
| 73                   | Lennard Hofstede (NED)  | DNF                  |
| 74                   | Bert-Jan Lindeman (NED) | DNF                  |
| 75                   | Tom Leezer (NED)        | 60.                  |
| 76                   | Danny van Poppel (NED)  | 99.                  |
| 77                   | Maarten Wynants (BEL)   | 77.                  |

| AG2R La Mondiale ALM | AG2R La Mondiale ALM     | AG2R La Mondiale ALM |
| -------------------- | ------------------------ | -------------------- |
| Num                  | Ciclista                 | Pos                  |
| 81                   | Pierre Latour (FRA)      | 27.                  |
| 82                   | Gediminas Bagdonas (LTU) | 90.                  |
| 83                   | Clément Chevrier (FRA)   | 26.                  |
| 84                   | Benoît Cosnefroy (FRA)   | 11.                  |
| 85                   | Nico Denz (GER)          | 20.                  |
| 86                   | Hubert Dupont (FRA)      | 69.                  |
| 87                   | Nans Peters (FRA)        | 67.                  |

| UAE Team Emirates UAD | UAE Team Emirates UAD   | UAE Team Emirates UAD |
| --------------------- | ----------------------- | --------------------- |
| Num                   | Ciclista                | Pos                   |
| 91                    | Diego Ulissi (ITA)      | 13.                   |
| 92                    | Sven Erik Bystrøm (NOR) | 18.                   |
| 93                    | Rory Sutherland (AUS)   | 78.                   |
| 94                    | Ivo Oliveira (POR)      | DNF                   |
| 95                    | Jasper Philipsen (BEL)  | 45.                   |
| 96                    | Tadej Pogačar (SLO)     | 44.                   |
| 97                    | Jan Polanc (SLO)        | 21.                   |

| Trek-Segafredo TFS | Trek-Segafredo TFS      | Trek-Segafredo TFS |
| ------------------ | ----------------------- | ------------------ |
| Num                | Ciclista                | Pos                |
| 101                | Richie Porte (AUS)      | 29.                |
| 102                | William Clarke (AUS)    | 62.                |
| 103                | Koen de Kort (NED)      | 83.                |
| 104                | Ryan Mullen (IRL)       | 93.                |
| 105                | Jarlinson Pantano (COL) | 61.                |
| 106                | Kiel Reijnen (USA)      | 51.                |
| 107                | Peter Stetina (USA)     | 71.                |

| Lotto-Soudal LTS | Lotto-Soudal LTS         | Lotto-Soudal LTS |
| ---------------- | ------------------------ | ---------------- |
| Num              | Ciclista                 | Pos              |
| 111              | Caleb Ewan (AUS)         | 2.               |
| 112              | Tomasz Marczyński (POL)  | 58.              |
| 113              | Adam Blythe (GBR)        | 85.              |
| 114              | Carl Fredrik Hagen (NOR) | 53.              |
| 115              | Adam Hansen (AUS)        | 68.              |
| 116              | Thomas De Gendt (BEL)    | 82.              |
| 117              | Rémy Mertz (BEL)         | 64.              |

| EF Education First EF1 | EF Education First EF1 | EF Education First EF1 |
| ---------------------- | ---------------------- | ---------------------- |
| Num                    | Ciclista               | Pos                    |
| 121                    | Michael Woods (CAN)    | 31.                    |
| 122                    | Alberto Bettiol (ITA)  | 19.                    |
| 123                    | Mitchell Docker (AUS)  | 70.                    |
| 124                    | Daniel McLay (GBR)     | DNF                    |
| 125                    | Lachlan Morton (AUS)   | 54.                    |
| 126                    | Tom Scully (NZL)       | 35.                    |
| 127                    | James Whelan (AUS)     | 72.                    |

| Katusha-Alpecin TKA | Katusha-Alpecin TKA        | Katusha-Alpecin TKA |
| ------------------- | -------------------------- | ------------------- |
| Num                 | Ciclista                   | Pos                 |
| 131                 | Alex Dowsett (GBR)         | 79.                 |
| 132                 | Jens Debusschere (BEL)     | 5.                  |
| 133                 | Ruben Guerreiro (POR)      | 15.                 |
| 135                 | Marco Haller (AUT)         | 39.                 |
| 136                 | Viacheslav Kuznetsov (RUS) | 30.                 |
| 137                 | Dmitry Strakhov (RUS)      | 97.                 |

| Dimension Data TDD | Dimension Data TDD     | Dimension Data TDD |
| ------------------ | ---------------------- | ------------------ |
| Num                | Ciclista               | Pos                |
| 141                | Michael Valgren (DEN)  | 23.                |
| 142                | Lars Bak (DEN)         | 81.                |
| 143                | Nicholas Dlamini (RSA) | DNF                |
| 144                | Ryan Gibbons (RSA)     | 4.                 |
| 145                | Ben O'Connor (AUS)     | 88.                |
| 146                | Scott Davies (GBR)     | DNF                |
| 147                | Tom Slagter (NED)      | 32.                |

| Korda Mentha Real Estate Australia ___ | Korda Mentha Real Estate Australia ___ | Korda Mentha Real Estate Australia ___ |
| -------------------------------------- | -------------------------------------- | -------------------------------------- |
| Num                                    | Ciclista                               | Pos                                    |
| 151                                    | Nathan Elliott (AUS)                   | 98.                                    |
| 152                                    | Carter Turnbull (AUS)                  | DNF                                    |
| 153                                    | Ayden Toovey (AUS)                     | 56.                                    |
| 154                                    | Dylan Sunderland (AUS)                 | 22.                                    |
| 155                                    | Nicholas White (AUS)                   | 66.                                    |
| 156                                    | Michael Freiberg (AUS)                 | 59.                                    |
| 157                                    | Harry Sweeny (AUS)                     | 73.                                    |

Convenções:
- AB-N: Abandono na corrida
- FLT-N: Retiro por chegada fora do limite de tempo na corrida
- NTS-N: Não tomou a saída para a corrida
- DES-N: Desclassificado ou expulsado na corrida